# RTL 7 International Masters 2011
De RTL 7 International Masters 2011 was de eerste editie van de RTL 7 International Masters. Het toernooi werd gehouden van 18 maart 2011 tot en met 21 maart 2011 in Hotel Zuiderduin in Egmond aan Zee en werd georganiseerd door de Professional Darts Corporation. Phil Taylor won het toernooi door in de finale Raymond van Barneveld met 8-3 te verslaan.

## Opzet
Elke wedstrijd werd gespeeld volgens het 'best of 15 legs' principe. Wie dus het eerst acht legs wist te winnen, won de partij. Er waren vier poules. Twee bestonden louter uit Nederlanders, de andere twee uit spelers uit de top 10 van de Order of Merit van de PDC. De winnaars en nummers twee uit de groepen van de Nederlanders speelden tegen elkaar in de kwartfinales en daarna in de halve finales. Ditzelfde gold voor de andere twee poules. Zo zou er dus altijd een Nederlander en een buitenlander in de finale staan.

## Deelnemers
| OoM | Speler                | Nat.               | Groep |
| --- | --------------------- | ------------------ | ----- |
| 1   | Phil Taylor           | Vlag van Engeland  | B     |
| 2   | Adrian Lewis          | Vlag van Engeland  | B     |
| 3   | Gary Anderson         | Vlag van Schotland | D     |
| 4   | James Wade            | Vlag van Engeland  | D     |
| 5   | Raymond van Barneveld | Vlag van Nederland | C     |
| 6   | Simon Whitlock        | Vlag van Australië | D     |
| 7   | Terry Jenkins         | Vlag van Engeland  | B     |
| 17  | Vincent van der Voort | Vlag van Nederland | C     |
| 25  | Co Stompé             | Vlag van Nederland | A     |
| 27  | Jelle Klaasen         | Vlag van Nederland | A     |
| 30  | Michael van Gerwen    | Vlag van Nederland | C     |
| 42  | Roland Scholten       | Vlag van Nederland | A     |

## Groepsfase

### Groep A
| Datum         | Speler 1      | Uitslag | Speler 2        |
| ------------- | ------------- | ------- | --------------- |
| 18 maart 2011 | Co Stompé     | 8-3     | Jelle Klaasen   |
| 18 maart 2011 | Co Stompé     | 8-1     | Roland Scholten |
| 18 maart 2011 | Jelle Klaasen | 5-8     | Roland Scholten |

| # | Speler          | Gespeeld | Punten | Voor | Tegen | Saldo |
| - | --------------- | -------- | ------ | ---- | ----- | ----- |
| 1 | Co Stompé       | 2        | 4      | 16   | 4     | +12   |
| 2 | Roland Scholten | 2        | 2      | 9    | 13    | -4    |
| 3 | Jelle Klaasen   | 2        | 0      | 8    | 16    | -8    |

### Groep B
| Datum         | Speler 1      | Uitslag | Speler 2      |
| ------------- | ------------- | ------- | ------------- |
| 19 maart 2011 | Phil Taylor   | 8-4     | Terry Jenkins |
| 19 maart 2011 | Phil Taylor   | 8-4     | Adrian Lewis  |
| 19 maart 2011 | Terry Jenkins | 3-8     | Adrian Lewis  |

| # | Speler        | Gespeeld | Punten | Voor | Tegen | Saldo |
| - | ------------- | -------- | ------ | ---- | ----- | ----- |
| 1 | Phil Taylor   | 2        | 4      | 16   | 8     | +8    |
| 2 | Adrian Lewis  | 2        | 2      | 12   | 11    | +1    |
| 3 | Terry Jenkins | 2        | 0      | 7    | 16    | -9    |

### Groep C
| Datum         | Speler 1              | Uitslag | Speler 2              |
| ------------- | --------------------- | ------- | --------------------- |
| 19 maart 2011 | Raymond van Barneveld | 8-6     | Vincent van der Voort |
| 19 maart 2011 | Raymond van Barneveld | 8-5     | Michael van Gerwen    |
| 19 maart 2011 | Vincent van der Voort | 8-4     | Michael van Gerwen    |

| # | Speler                | Gespeeld | Punten | Voor | Tegen | Saldo |
| - | --------------------- | -------- | ------ | ---- | ----- | ----- |
| 1 | Raymond van Barneveld | 2        | 4      | 16   | 11    | +5    |
| 2 | Vincent van der Voort | 2        | 2      | 14   | 12    | +2    |
| 3 | Michael van Gerwen    | 2        | 0      | 9    | 16    | -7    |

### Groep D
| Datum         | Speler 1      | Uitslag | Speler 2       |
| ------------- | ------------- | ------- | -------------- |
| 20 maart 2011 | Gary Anderson | 8-4     | James Wade     |
| 20 maart 2011 | Gary Anderson | 8-4     | Simon Whitlock |
| 20 maart 2011 | James Wade    | 8-7     | Simon Whitlock |

| # | Speler         | Gespeeld | Punten | Voor | Tegen | Saldo |
| - | -------------- | -------- | ------ | ---- | ----- | ----- |
| 1 | Gary Anderson  | 2        | 4      | 16   | 8     | +8    |
| 2 | James Wade     | 2        | 2      | 12   | 15    | -3    |
| 3 | Simon Whitlock | 2        | 0      | 11   | 16    | -5    |

## Knock-outfase

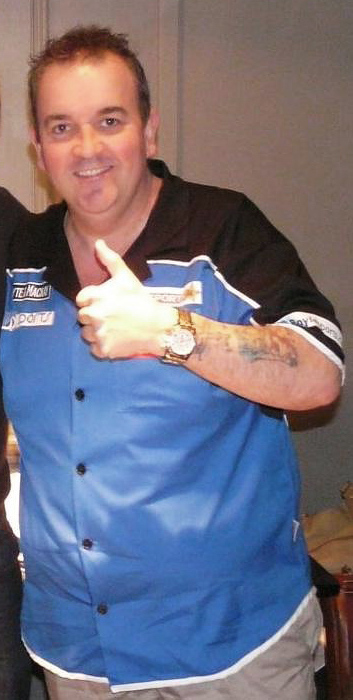
Taylor won het toernooi.

### Kwartfinales
| Datum         | Speler 1              | Uitslag | Speler 2              |
| ------------- | --------------------- | ------- | --------------------- |
| 20 maart 2011 | Co Stompé             | 5-8     | Vincent van der Voort |
| 20 maart 2011 | Phil Taylor           | 8-3     | James Wade            |
| 20 maart 2011 | Raymond van Barneveld | 8-3     | Roland Scholten       |
| 20 maart 2011 | Gary Anderson         | 8-5     | Adrian Lewis          |

### Halve finales
| Datum         | Speler 1              | Uitslag | Speler 2              |
| ------------- | --------------------- | ------- | --------------------- |
| 21 maart 2011 | Vincent van der Voort | 2-8     | Raymond van Barneveld |
| 21 maart 2011 | Phil Taylor           | 8-4     | Gary Anderson         |

### Finale
| Datum         | Speler 1              | Uitslag | Speler 2    |
| ------------- | --------------------- | ------- | ----------- |
| 21 maart 2011 | Raymond van Barneveld | 3-8     | Phil Taylor |

## Prijzengeld
| Resultaat    | Bedrag   |
| ------------ | -------- |
| Winnaar      | € 20.000 |
| Finalist     | € 12.000 |
| Halve finale | € 8.000  |
| Kwartfinale  | € 5.000  |
| Groepsfase   | € 3.000  |